# كرنشتات
كرونستدت (بالروسية: Кронштадт) هي إحدى مدن روسيا في الكيان الفدرالي الروسي سانت بطرسبرغ. تقع على جزيرة كوتلين في الخليج الفنلندي التابع لبحر البلطيق. 
يبلغ عدد سكانها 43000 نسمة وفقا لإحصائيات عام 2010، وتبلغ مساحتها 19,35 كم مربع. تأسست في 7 أيار عام 1704 ( 18 أيار حسب التقويم القديم) عقب الانتهاء من بناء الحصن الذي أمر ببنائه القيصر الروسي آنذاك (الإمبراطور لاحقًا) بطرس الأكبر.

## توأمة
لكرنشتات اتفاقيات توأمة مع كل من:
- تولون
- Piła [الإنجليزية]‏
- أسيبوفيتشي
- Nordborg [الإنجليزية]‏
- نافبليو
- مولهاوزن
- كوتكا (1993 - )[7]
- دربند
- نوفوتشركاسك
- ساموتو
- زيلينودولسك
- فيودوسيا
- مسينة
- Oxelösund [الإنجليزية]‏
- سيفاستوبول

## أعلام
- أينو راهيا
- ألكسندر جوميلسكي
- سفيتلانا ميدفيديفا
- بوريس ستارك
- جانيس كرومينش
- فابيان غوتليب فون بيلينغسهاوزن